# Bárány Ágoston
Debreczeni Bárány Ágoston (Miskolc, 1798. december 29. – Makó, 1849. április 11.) ügyvéd, levéltáros, az MTA levelező tagja.

## Élete
Iskoláit Miskolcon kezdte és 1817-ben Egerben végezte. Egy évi törvénygyakorlat után 1819-ben Borsod megyében esküdt lett; 1820-ban Pesten királyi táblai jegyzőnek esküdött fel és 1821-ben ügyvéd lett. Kazinczy Ferenc buzdítására, kivel levelezett, előbb a költészetben, majd az önéletrajzírásban tett kísérletet. 1825 tavaszán Torontál megyébe költözött, hol Szentgyörgyre, uradalmi ügyész unokabátyjához vonult. Itt kezdte a német nyelv tanulását, fordított színművet és regényt.
1828-ban Bánlakán az uradalmi levéltár lajstromozásával foglalkozott. 1829 októberében Torontál megye aljegyzője lett; 1831 októberében megyei levéltáros. Ezután készültek a déli megyék történeti leírásai. A Magyar Tudományos Akadémia 1836. szeptember 10-én választotta levelező tagjai közé. Ezután Makóra ment, ahol haláláig élt. Az Akadémiában 1852. április 2-án Toldy Ferenc tartott fölötte emlékbeszédet, 1885. május 11-én pedig Nagybecskereken ülték meg emlékét.

## Munkái
- Gyászkönyek… Beodrai Karácsonyi Lázár… felett. Temesvár, 1827.
- Wolfenbütteli herczegnő. Zschokke Henrik munkáiból ford. Szeged, 1844.
- Torontál vármegye hajdana. Buda, 1845.
- Temes vármegye emléke. Nagy-Becskerek, 1848.

Költeményei megjelentek az Aurórában (1824–26.), Hebeben (1825–26.), Koszorúban (1831.) s más zsebkönyvekben és folyóiratokban; beszélye az Urániában (1829.) és Társalkodóban (1837.); életrajzai, történelmi cikkei a Felső-M. Minervában (1825–32. ezek néhánya censurai példányban megvan az Országos Széchényi Könyvtár kézirattárában), Társalkodóban (1833. 1835–36.) és Tudományos Gyűjteményben (1827. X. 1833. X.); uti rajzai: Vándorpályám címmel a Társalkodóban (1833. 1835.) jelentek meg.